# Marco Ureña
Marco Danilo Ureña Porras, kendt som Marco Ureña (født 5. marts 1990 i San José) er en fodboldspiller fra Costa Rica, der spiller for San José Earthquakes og for Costa Ricas fodboldlandshold som angriber..

## Karriere
Ureña skiftede i august 2014 til FC Midtjylland på en firemånederes lejeaftale. Kontrakten blev gjort permanent den 10. december 2014.
Han kom til Brøndby i juli 2016 som led i en byttehandel med FC Midtjylland, hvor han skrev under på treårig aftale. Han skiftede i januar 2017 til MLS-klubben San José Earthquakes.